# شتوبن
شتوبن آلمانی: Stubben) یک منطقهٔ مسکونی در آلمان است که در بوشتدت واقع شده‌است. شتوبن ۱٬۵۳۷ نفر جمعیت دارد.